# Iranit
Iranit ist ein sehr seltenes Mineral aus der Mineralklasse der Silikate und Germanate. Er kristallisiert im triklinen Kristallsystem mit der chemischen Zusammensetzung Pb10Cu(CrO4)6(SiO4)2(OH)2. Es beinhaltet damit sowohl Silikatgruppen als auch Chromatgruppen und Hydroxidgruppen, dazu die Metalle Blei und Kupfer. In einer der untersuchten Mineralproben wurde neben den Hydroxiden zusätzlich Fluor gefunden.
Die Kristalle von Iranit werden bis zu 1 mm groß und sind uneben.

## Etymologie und Geschichte
Das Mineral wurde 1963 erstmals von P. Bariand und P. Herpin beschrieben. Sie benannten es nach dem Iran, der Typlokalität des neuen Minerals. Im American Mineralogist veröffentlichte Michael Fleischer daraufhin, wie im AM üblich, eine Kurzbeschreibung, unter Verwendung der Ergebnisse von Bariand und Herpin. Darin hielt er die Formel PbCrO4·H2O fest. Diese Erkenntnis musste revidiert werden: 1967 veröffentlichte Michael Fleischer im AM, dass im Typmaterial nach einer neuen Analyse Kupfer und – in Spuren – Zinn entdeckt worden sei. Khuniit, welches zwischendurch beschrieben worden war, wurde ebenfalls dem Iranit zugeordnet. Iranit wurde hier als Kupfer-Analog zu Hemihedrit beschrieben. Inzwischen gilt die o. g. Summenformel Pb10Cu(CrO4)6(SiO4)2(OH)2.

## Klassifikation
Bereits in der veralteten, aber teilweise noch gebräuchlichen 8. Auflage der Mineralsystematik nach Strunz gehörte der Iranit zur Mineralklasse der „Silikate und Germanate“ und dort zur Abteilung der „Inselsilikate mit tetraederfremden Anionen (Neso-Subsilikate)“, wo er zusammen mit Hemihedrit, Macquartit und Wherryit eine unbenannte Gruppe mit der Systemnummer VIII/B.28 bildete.
Die seit 2001 gültige und von der International Mineralogical Association (IMA) verwendete 9. Auflage der Strunz’schen Mineralsystematik ordnet den Iranit – ebenfalls in der Mineralklasse der „Silikate und Germanate“ – in die Abteilung der „Chromate“ ein. Diese ist jedoch weiter unterteilt nach den beteiligten weiteren Anionen, so dass das Mineral entsprechend seiner Zusammensetzung in der Unterabteilung „Mit PO4, AsO4, SiO4“ zu finden ist, wo es zusammen mit Hemihedrit die nach ihm benannte „Iranit-Gruppe“ bildet.
Die vorwiegend im englischen Sprachraum gebräuchliche Systematik der Minerale nach Dana hat dagegen eine eigene Mineralklasse für Chromate, die Sammelklasse „Sulfate, Chromate und Molybdate“, die in der Systematik nach Strunz auf „Sulfide und Sulfosalze“ beschränkt wurde. Hier bildet der Iranit innerhalb der Gruppe der „Chromate“ in der Untergruppe der „zusammengesetzten Chromate mit verschiedenen Formeln“ die unbenannte Gruppe 36.01.01, ebenfalls zusammen mit Hemihedrit.

## Kristallstruktur
Iranit kristallisiert triklin in der Raumgruppe P1 (Raumgruppen-Nr. 1) mit den Gitterparametern a = 7,89 Å, b = 7,84 Å,  c = 11,01 Å, α = 120,23 °, β = 92,27 ° und γ = 56,6 ° sowie einer Formeleinheit pro Elementarzelle.

## Eigenschaften
Iranit ist in warmen Natriumcarbonat-Lösungen gut löslich.

## Bildung und Fundorte

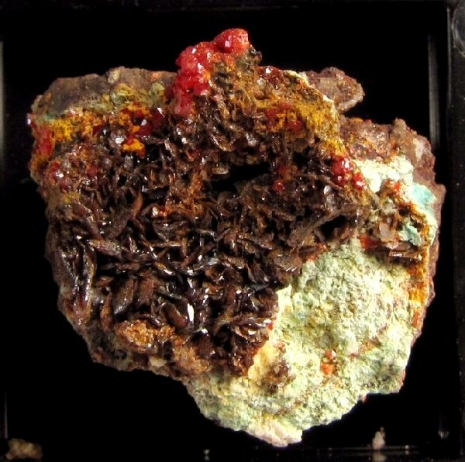
Iranit (braune, blättrige Kristalle) mit Wulfenit (rote, aufsitzende Kristalle) aus der Santa Ana Mine, Tocopilla, Antofagasta, Chile (Größe: 2,3 cm × 2,1 cm × 1,7 cm)

Da Iranit eine seltene Mineralbildung ist, gibt es nur wenig Fundorte. Die Typlokalität liegt in der „Sebarz Mine“ in Anarak bei Nain, Isfahan, Iran. Daneben kann auch in der „Chah Khouni Mine“, ebenfalls in Anarak, Iranit gefunden werden. Auch in Chile in der Región de Antofagasta gibt es Iranit an insgesamt drei Fundstellen. In den Vereinigten Staaten von Amerika gibt es die meisten Fundstellen. Sie liegen in Arizona, Colorado, Nevada und New Mexico.